# Ceja
La ceja comprende el área pilosa que se extiende por el borde supraorbitario (por encima de la cuenca del ojo) en la cara de algunos animales, encima de la cavidad ocular. La mayor parte de los primates (incluido el ser humano), así como otros mamíferos, tienen cejas.

## Función de la ceja
La ceja sirve para proteger al ojo del sudor (o lluvia) que fluye por el rostro o de la fuerte irradiación solar y, en general, de agresiones exteriores como el polvo o la arena, apoyando también la función de otros anejos de la piel tales como las pestañas. Con su movimiento o posición se expresan emociones y teniéndolas en buen estado aportan belleza.

## Anatomía
Dos músculos de la cara permiten a la ceja moverse:
- El frontal (Musculus frontalis) mueve el cuero cabelludo en sentido anterior, eleva las cejas y arruga horizontalmente la piel de la frente.
- El superciliar (Musculus corrugator supercilii) que mueve la piel de la ceja hacia afuera.

El color de la ceja suele ser generalmente de un color similar al del pelo de la cabeza. En casos excepcionales la gente de pelo claro tiene las cejas brillantes.

## Gestos
Las cejas desempeñan un papel muy notorio en la expresión facial y por ende en la kinésica, por ejemplo, fruncir las cejas para mostrar impresión, enfado o una posible agresión. La expresión sinónima es fruncir el ceño, que también puede denotar un desacuerdo.
También se levantan las cejas para expresar sorpresa o asombro, atención o temor. También es un gesto antiagresión. Los payasos frecuentemente se maquillan con cejas falsas muy altas para mostrarlo. Por otro lado bajar las cejas puede denotar enojo, frustración, duda o sospecha.
Los movimientos de las cejas pueden ser inconscientes o voluntarios.
En las convenciones de muchas culturas levantar las cejas tiene significados especiales:
- En Grecia, Turquía y los países árabes: no, negación.
- En países del pacífico, como Tonga: sí, de acuerdo.

## Cejas artificiales
Como una de las funciones de las cejas es ayudar a eliminar el exceso de luz, algunos jugadores de fútbol americano aplican una ceja artificial sobre cada uno de los pómulos, para así mejorar su visión durante el juego, al reducir el brillo y los reflejos de la luz del sol o las luces artificiales del estadio. Se aplican una pintura grasosa o unas cintas adhesivas creadas con ese propósito. Además estas aplicaciones se encargan de evitar que el sudor penetre directamente a los ojos.

## Tratamientos estéticos en las cejas
A nivel de belleza y cuidados estéticos, además la epilación o depilación de las mismas y el aplicando de maquillaje cosméticos de sombra y lápices con técnicas de visagismo se busca resaltar los rasgos más favorecedores del rostro, existiendo también otras alternativas. La micropigmentación o el microblading son dos de los tratamientos que se emplean con fines estéticos para aumentar la apariencia de densidad capilar en las cejas mediante tatuajes temporales imitando los pelos naturales de esa zona corporal.
También se emplea en personas que han pasado por un cáncer y la quimioterapia ha debilitado la presencia del vello en esa área.

## Galería de imágenes

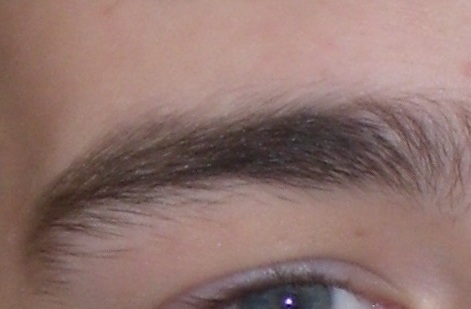
Las cejas a menudo se engruesan con la pubertad.
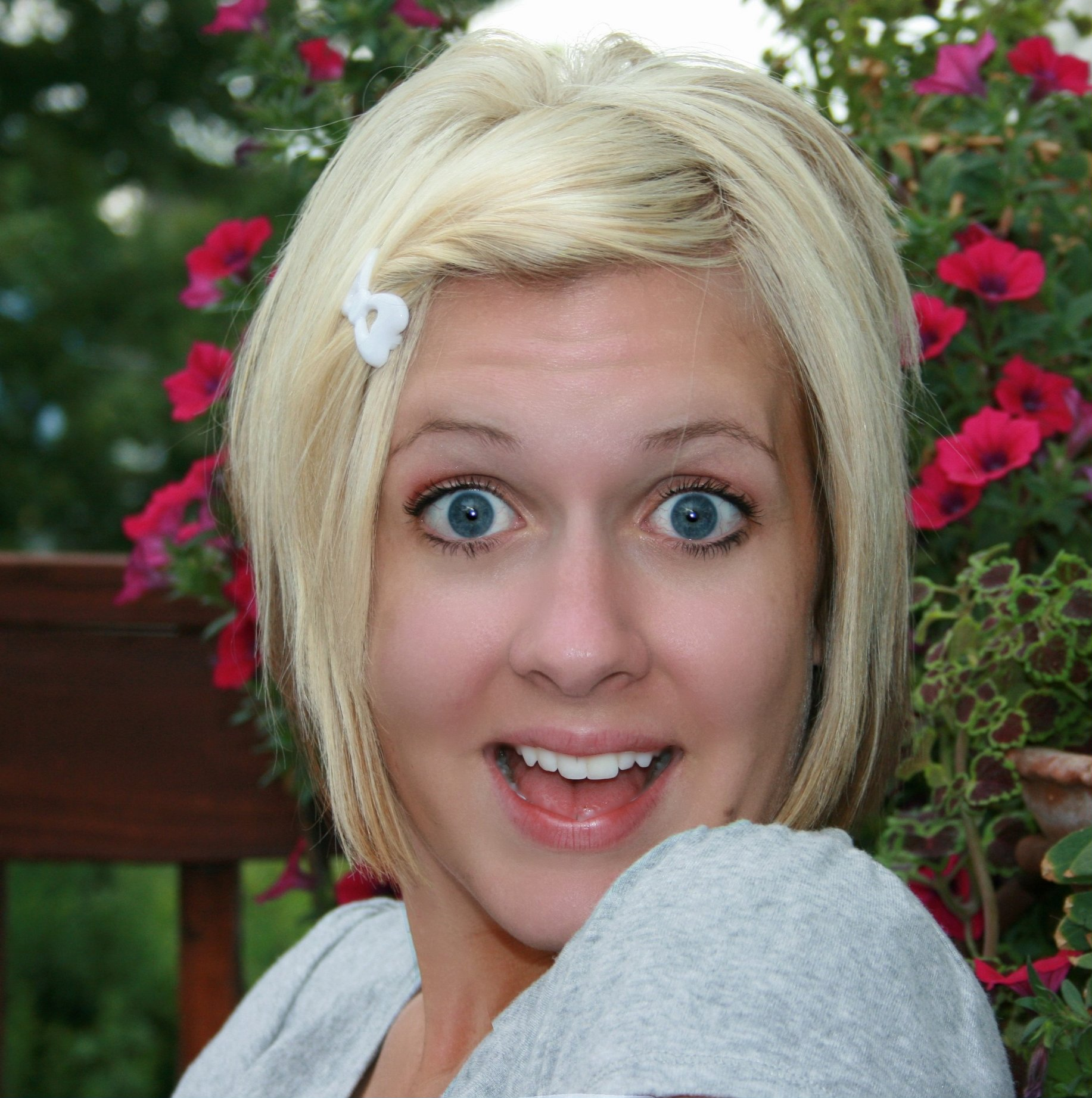
Las cejas se pueden usar para expresar emociones como por ejemplo la sorpresa.